# Jeunes, désespérés, violents
Pour plus de détails, voir Fiche technique et Distribution.
Jeunes, désespérés, violents (Liberi armati pericolosi) est un poliziottesco italien réalisé par Romolo Guerrieri, sorti en 1976.
Il s'agit d'une adaptation de deux nouvelles de Giorgio Scerbanenco, In pineta si uccide meglio et Bravi ragazzi bang bang réunies dans le recueil de nouvelles Milan calibro 9.

## Synopsis
« Le Blond », « Giò » et « Luis » sont trois fils de bonne famille de la bourgeoisie milanaise. Pour tromper leur ennui, ils font les 400 coups. Leurs coups deviennent de plus en plus violents avec le temps, en passant du vol à l'agression, de l'agression au meurtre. Cependant, les trois jeunes ne se donnent pas beaucoup de peine pour effacer leurs traces et la police parvient vite à les identifier. Bientôt, une course-poursuite s'engage dans la campagne lombarde entre un commissaire motivé et les trois jeunes, accompagnés par Lea, la copine de Luis...

## Fiche technique
Sauf indication contraire, les informations mentionnées dans cette section peuvent être confirmées par la base de données cinématographiques IMDb,  présente dans la section « Liens externes ».
- Titre original : Liberi armati pericolosi
- Titre français : Jeunes, désespérés, violents[2] ou Les Féroces[3]
- Réalisation : Romolo Guerrieri
- Scénario : Fernando Di Leo, Nico Ducci d'après des nouvelles de Giorgio Scerbanenco
- Assistant à la réalisation : Renzo Girolami (sous le pseudo de Renzo Spaziani)
- Scripte : Silvia Petroni
- Photographie : Erico Menczer
- Montage : Antonio Siciliano
- Musique : Enrico Pieranunzi, Gianfranco Plenizio
- Costumes : Giulia Mafai
- Cascades : Doru Dumitrescu
- Producteurs : Marcello Partini, Ermanno Curti, Armando Novelli
- Sociétés de production : Centro Produzioni Cinematografiche città di Milano, Staco Film
- Format : Couleur - 1,85:1
- Pays de production :  Italie
- Langue de tournage : italien
- Genre : Poliziottesco
- Durée : 93 minutes (1h33)
- Dates de sortie : 
  - Italie : décembre 1976
  - France : 11 décembre 1985

## Distribution
- Tomas Milian : le commissaire
- Max Delys : Luigi Morandi, dit Luis
- Eleonora Giorgi : Lea
- Stefano Patrizi : Mario Farra, dit le Blond
- Benjamin Lev : Giovanni Etruschi, dit Giò
- Diego Abatantuono : Lucio
- Antonio Guidi : le chef des faussaires
- Luciano Baraghini : l'assistant du commissaire
- Ruggero Diella : le caissier au supermarché
- Giorgio Locuratolo : un ami de Lucio
- Venantino Venantini : M. Morandi
- Valeria Gagliardi : une amie de Lucio
- Gloria Piedimonte : une amie de Lucio
- Tom Felleghy : le professeur Farra, le père de Mario
- Maria Rosaria Riuzzi : une amie de Lucio
- Carmelo Reale : un faussaire
- Salvatore Billa : un faussaire